# Gouvernement Tsaritsyn
Het gouvernement Tsaritsyn (Russisch: Царицынская губерния, Tsaritsynskaja oblast) na 1925 gouvernement Stalingarad (Russisch: Сталинградская губерния, Stalingradskaja goebernija) was een gouvernement (goebernija) van de Russische Socialistische Federatieve Sovjetrepubliek.  Het gouvernement bestond van 1919 tot 1928. De hoofdstad was Tsaritsyn die in 1925 hernoemd werd tot Stalingrad.

## Gouvernement Tsaritsyn
Het plan om het gouvernement te creëren ontstond in 1918 toen het Militair district Noord-Kaukasus ontstond. Het plan was om de oblasten Tsaritsyn en Kamysjin uit het oblast Volgograd van het gouvernement Samara en Tsjorny Jar uit het gouvernement Astrachan over te plaatsen naar het nieuwe gouvernement en dit plan werd op 20 april door het Heel-Russisch Centraal Uitvoerend Comité (VTsIK) uitgevoerd. De oblast Don en Oest-Medveditsa werden aan het grondgebied toegevoegd. In de periode 1919-1920 werd de oejazd Tsaritsyn gesplitst in de oejazden Krasnoarmejsk en Tsaritsyn. Op 4 april 1921 werden de okroegen Chopersk en Donsk van de oblast Don-vojsko  aan het gouvernement toegevoegd. In 1923 kreeg Krasnoarmejsk een deel van het gebied van Tsaritsyn.

## Gouvernement Stalingrad
Op 15 februari 1925 werd de hoofdstad verplaatst naar Kovetov. Op 10 april 1925 hernoemde het VTsIK Tsaritsyn naar Stalingrad en het gouvernement Tsarytsin naar gouvernement Stalingrad. Op 1 januari 1928 had het gouvernement 3 oejazden en 2 okroegen. Op 21 mei 1928 werd het gouvernement Stalingrad samen met de gebieden van de gouvernementen Astrachan, Samara, Saratov onderdeel van de oblast Neder-Wolga.